# Кідрівська сільська рада
Кідрі́вська сільська́ ра́да — колишній орган місцевого самоврядування в Володимирецькому районі Рівненської області. Адміністративний центр — село Кідри.

## Загальні відомості
- Кідрівська сільська рада утворена в 1940 році.
- Територія ради: 34,592 км²
- Населення ради: 1 951 особа (станом на 2001 рік)

## Населені пункти
Сільській раді були підпорядковані населені пункти:
- с. Кідри

## Склад ради
Рада складалася з 16 депутатів та голови.
- Голова ради: Холодько Василь Петрович
- Секретар ради: Жупило Людмила Василівна

### Керівний склад попередніх скликань
| ПІБ                      | Основні відомості                                                 | Дата обрання | Дата звільнення |
| ------------------------ | ----------------------------------------------------------------- | ------------ | --------------- |
| Лепуга Василь Антонович  | Сільський голова, 1956 року народження, безпартійний              | 26.03.2006   | 31.10.2010      |
| Холодько Василь Петрович | Сільський голова, 1956 року народження, освіта вища, безпартійний | 31.10.2010   |                 |

Примітка: таблиця складена за даними сайту Верховної Ради України